# 八木山 (岐阜県)

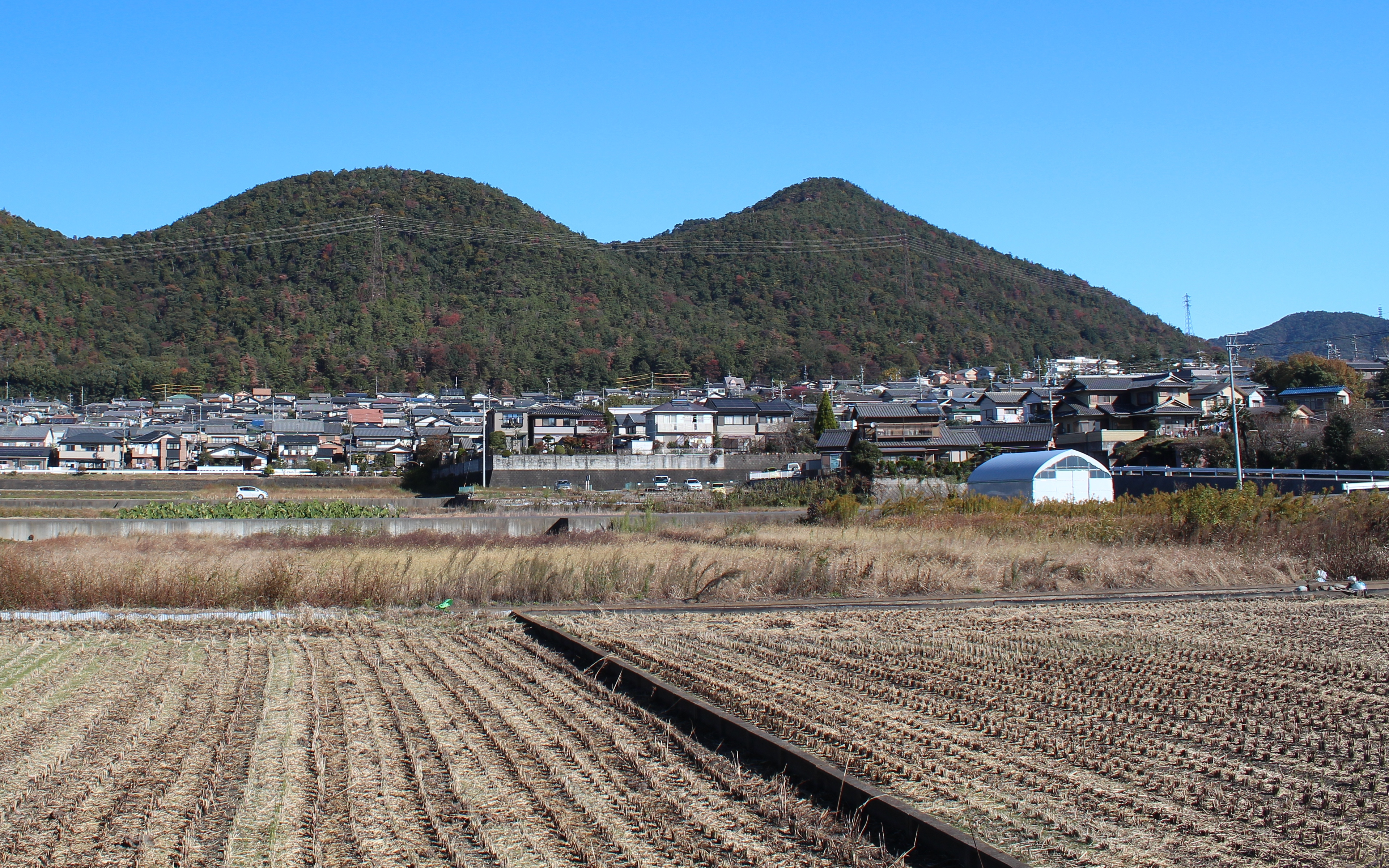
南側から望む双子山（左）と八木山（右）

八木山（やぎやま）は、岐阜県各務原市にある標高296mの山。八木三山の一つ。

## 詳細
各務原市の里山。手軽に登る事が出来る。八木山ウォークなどの地域のイベントで登る事があり地域に愛されている。
愛宕山、双子山と共に八木三山を構成している。
八木山には複数の登山道が存在する。山頂に至る登山道は東登山道、清水谷道、双子山山頂から至る東尾根道の3つ。

## 八木山自然の会
登山道を定期的に整備などを目的に八木山自然の会が結成されている。
八木山小学校総合的学習として「八木山の自然環境学習」などもサポートしている。

## 周辺
周辺には、住宅街が並ぶ。また各務原市立八木山小学校がある。

## アクセス
新鵜沼駅からバスで八木山小学校前バス停まで。そこから徒歩で上り口まで。